# Municipio de Ward (Pensilvania)
El municipio de Ward (en inglés: Ward Township) es un municipio ubicado en el condado de Tioga en el estado estadounidense de Pensilvania. En el año 2000 tenía una población de 128 habitantes y una densidad poblacional de 1.4 personas por km².

## Geografía
El municipio de Ward se encuentra ubicado en las coordenadas 41°42′30″N 77°00′59″O / 41.70833, -77.01639.

## Demografía
Según la Oficina del Censo en 2000 los ingresos medios por hogar en la localidad eran de $27,500 y los ingresos medios por familia eran $36,750. Los hombres tenían unos ingresos medios de $29,643 frente a los $18,958 para las mujeres. La renta per cápita para la localidad era de $15,553. Alrededor del 15,6% de la población estaban por debajo del umbral de pobreza.